# Natalja Fjodorowna Alijewa

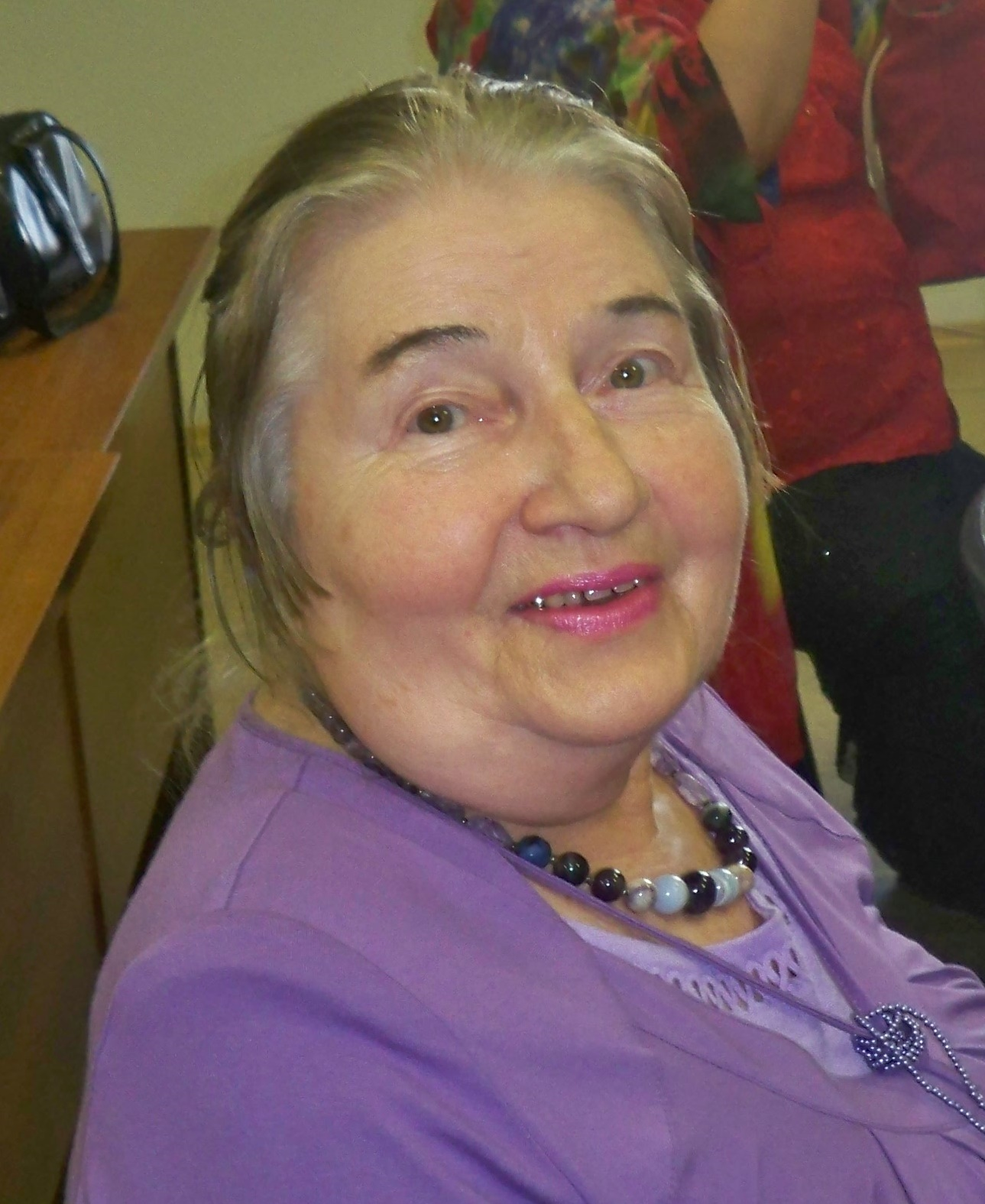
Natalja Fjodorowna Alijewa (2011)

Natalja Fjodorowna Alijewa (russisch Наталья Фёдоровна Алиева; * 27. Juni 1931 in Moskau; † 2. Oktober 2015 ebenda) war eine sowjetische bzw. russische Austronesistin.

## Leben
Am Moskauer Institut für Orientalistik, das 1920 aus dem Lasarew-Institut für Orientalische Sprachen entstanden war und 1954 geschlossen wurde, studierte Alijewa Indonesien-Länderkunde mit Abschluss 1954.
Ab 1959 arbeitete Alijewa zunächst als Aspirantin im Institut für Orientstudien der Akademie der Wissenschaften der UdSSR (ab 1991 Russische Akademie der Wissenschaften (RAN)). Zu ihren Lehrern gehörte die Wegbereiterin des Studiums der indonesischen Sprache Ljudmila Meerwarth.
Alijewa verteidigte 1963 ihre Kandidat-Dissertation über die Suffixe der Transitivität des indonesischen Verbs mit Erfolg für die Promotion zur Kandidatin der philologischen Wissenschaften. Mit Wladimir Dmitrijewitsch Arakin, Alexander Ogloblin und Ju. Ch. Sirkom erstellte sie 1972 die weltweit erste wissenschaftliche Grammatik der indonesischen Sprache, deren Neuauflage sie später auf Indonesisch herausgab.
Als bedeutende Spezialistin für Austronesische Sprachen veröffentlichte Alijewa auf Russisch, Indonesisch, Malaiisch, Französisch, Englisch und Vietnamesisch acht Monografien und mehr als 100 Fachartikel über die indonesische, die malaiische und die Sprache der Cham. Sie verteidigte 1992 ihre Doktor-Dissertation über die Besonderheiten der grammatischen Struktur der indonesischen Sprache in typologischer Hinsicht mit Erfolg für die Promotion zur Doktorin der philologischen Wissenschaften. Sie war international gut vernetzt und nahm an Kongressen in Indonesien, Malaysia, Nordkorea, Rumänien, den Niederlanden, den USA, Deutschland und Schweden teil.

## Ehrungen
- Medaille der Freundschaft Vietnams